# 伊萨尔门

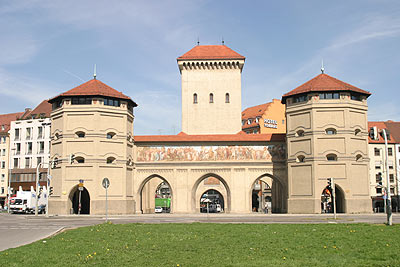
伊萨尔门

伊萨尔门（Isartor）位于慕尼黑的伊萨尔门广场（Isartorplatz），是中世纪城墙东侧的城门，靠近伊萨尔河，因而得名。 
伊萨尔门建于1337年，中世纪塔楼城门在1833年至1835年修复。
伊萨尔门今天设有幽默博物馆，纪念喜剧演员卡尔·瓦伦丁，还有服务游客的咖啡馆。
在19世纪初表演歌唱剧的伊萨尔门剧院，已毁于第二次世界大战。
城铁在此设有伊萨尔门站。